# Imchen
Imchen [ˈiːmçən] ist der Name einer unbewohnten Flussinsel der Havel im Berliner Ortsteil Kladow des Bezirks Spandau. Sie ist ca. 2,5 Hektar groß, das Naturschutzgebiet einschließlich der umgebenden Wasser- und Röhrichtflächen umfasst eine Fläche von 4,8 Hektar. Zusammen mit dem vier Kilometer langen Uferstreifen zwischen Gatow und Kladow erwarb die Stadt Berlin 1924 die Insel für 100.000 Mark (kaufkraftbereinigt in heutiger Währung: rund 464.000 Euro) und ließ sie erhöhen.
Seit dem 9. September 1933 ist die Insel als Naturschutzgebiet deklariert. Das Hauptaugenmerk liegt auf dem Schutz der dort lebenden Vögel, wie beispielsweise den Kolonien von Graureihern und Kormoranen. Die Insel ist naturbelassen. Sie darf von Touristen nicht betreten werden. Gelegentliche landschaftspflegerische Eingriffe dienen vornehmlich dem Erhalt des Röhrichts, das als Rückzugsgebiet für kleinere Arten wie Haubentaucher oder Eisvögel wichtig ist.
Der Name der Insel ist vermutlich vom Begriff Imme für ‚Biene‘ abgeleitet. 